# Ålems flygbas
Ålems flygbas (IATA: -, ICAO: -) är en före detta militär flygbas, på E22 mellan Ålem och Mönsterås i Kalmar län.